# Протромбіновий час
Протромбіновий час (абревіатура ПТЧ або ПЧ) — метод дослідження зовнішнього каскаду згортання плазми.
Визначається у секундах, вказуючи час згортання плазми крові людини після додавання тромбопластин-кальцієвої суміші.
Найчастіше визначають при: лікуванні непрямими антикоагулянтами; оглядовому обстеженні системи гемостазу крові.
Класично, є обов'язковим показником при визначенні коагулограми.

## Історія
Метода визначення Протромбінового часу була розроблена Арманом Квіком(Armand Quick) та його колегами в 1935 році, а другий метод опублікував Пол Оурен (Paul Owren), який називають методом "п і п" або "протромбін і проконвертин". Це сприяло ідентифікації антикоагулянтів дикумаролу та варфарину, і використовувалося згодом як міра активності для варфарину при терапевтичному застосуванні.

## Трактування
Рефернсна норма: 9,2-12,2 сек

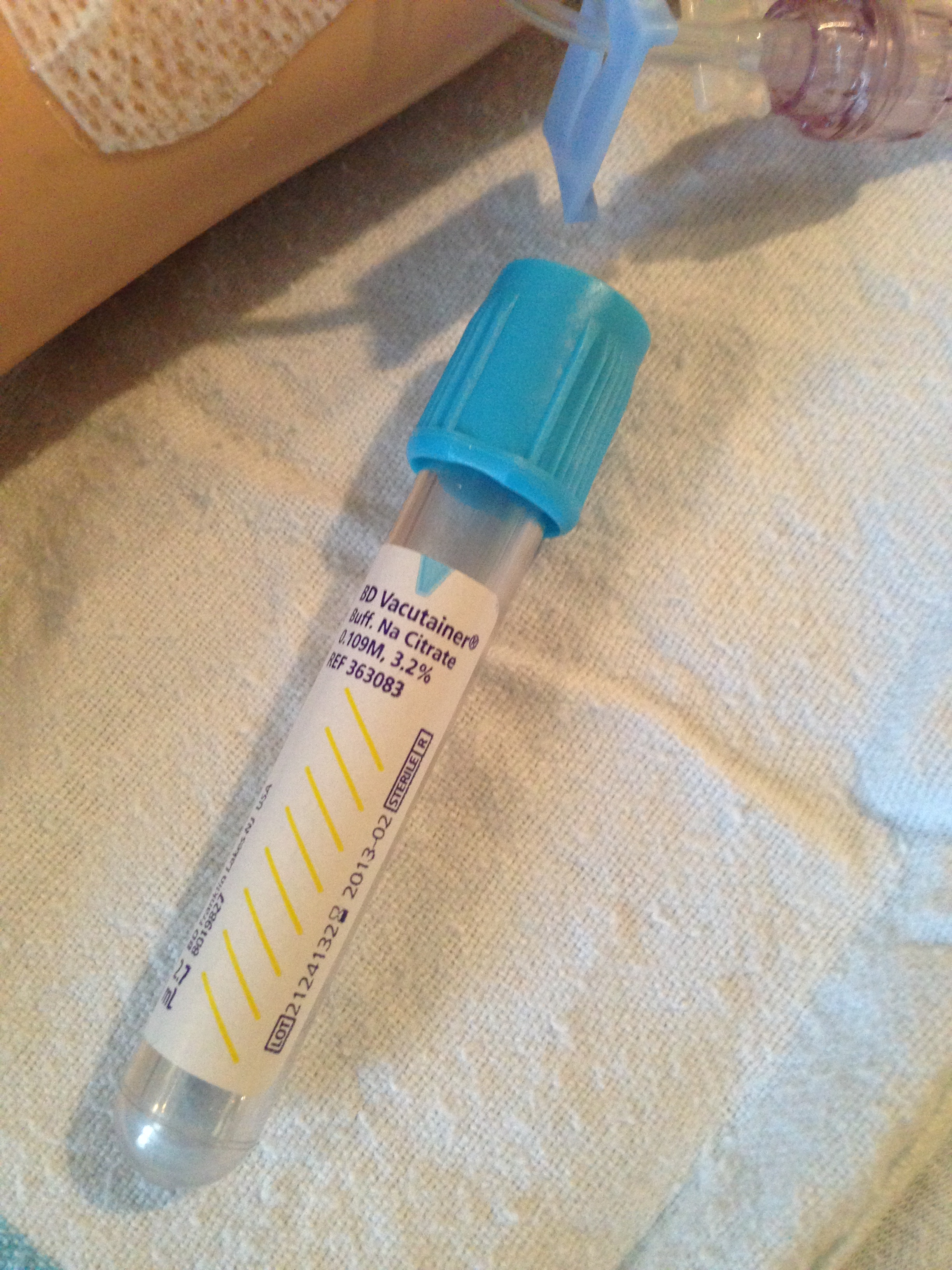
Вакутейнер з синьою пробкою який використовують при визначенні ПТЧ та ПТІ

Сам показник якісно вказує на стан VII фактору згортання крові.
Визначення протромбінового часу не дозволяє проводити порівняльну оцінку результатів, оскільки різні лабораторії використовують різні методи і апаратуру, а головне — тромбопластин різної активності і різного походження. Більш розповсюджений загальноскринінговий показник — МНВ (міжнародне нормалізоване відношення) або ж англ. INR (International Normalized Ratio).

## Фактори згортання крові
Цифрові позначення за міжнародною номенклатурою та Синоніми
I  Фібриноген
II  Протромбін, Тромбін
III  Тканинний тромбопластин
IV  Іони кальцію (Ca2+)
V  Проакцелерин, лабільный фактор
VII  Проконвертин, аутопротромбін I
VIII  Антигемофільний глобулін (АГГ, англ. AHF, F8)
IX   Фактор Крістмаса, плазмовий компонент тромбопластину,англ. F9, аутопротромбін II
X  Фактор Стюарта-Прауера, протромбіназа, аутопротромбін III
XI  Плазмовий попередник тромбопластину, англ. F11
XII  Фактор Хагемана, контактний фактор, (англ. HAF)
XIII  Фібрин-стабілізуючий фактор, фібриназа